# Paracroria milloti
Paracroria milloti là một loài bướm đêm trong họ Noctuidae.